# Guillem Busquets
Pour les articles homonymes, voir Busquets.
Guillem Busquets i Vautravers, né le 23 octobre 1877 à Barcelone et mort dans cette même ville le 1er février 1955, est un joueur de football et architecte espagnol.

## Biographie
Guillem Busquets est issu d'une famille barcelonaise, fils d'Erasme Busquets et de Marianna Vautravers.  
Il épouse Maria Sindreu Oliba. 
Il pratique très jeune le football et fonde le Català Futbol Club.
Architecte de profession, il participe, avec le maître du modernisme Josep Puig i Cadafalch, aux aménagements urbains liés à l'organisation de l'Exposition internationale de 1929 à Barcelone.

## Réalisations
- La place d'Espagne de Barcelone, porte d'entrée de la montagne de Montjuïc[3].